# Ґульєльмо Ґаспарріні
Ґульєльмо Ґаспарріні (3 січня 1803 — 28 червня 1866) — італійський ботанік і міколог.

## Біографія
Ґульєльмо Ґаспарріні народився в Кастельґранде, провінції Потенца. Навчаючись спершу в рідному місті, він згодом переїхав до Неаполя, щоб відвідувати ветеринарну школу. Згодом він став працювати в Ботанічному саду Неаполя під керівництвом Мікеле Теноре та Джованні Ґуссоне.
Закінчивши курс фізичних та природничих науки, він був професором ботаніки в Неаполітанському університеті. З 1857 до 1861 року він викладав в Університеті Павії, в якому він також був найвищим ректором (Magnífico Reitor). Після повернення до Неаполя він був директором Неаполітанського ботанічного саду з 1861 до 1866 року.
Ґаспарріні був членом кількох наукових інститутів, таких як Французька академія наук, Понтаніанська академія та Академія фізико-математичних наук Неаполя, президентом яких він був призначений до 1862 року. Помер у Неаполі в 1866 році.

## Вибрані твори
- Osservazioni sopra talune modificazioni organiche in alcune cellule vegetali, Naples, Stamperia del Fibreno, 1863
- Ricerche sulla Embriogenia della Canapa, Неаполь, 1863
- Ricerche sulla natura dei succiatori e la escrezione delle radici ed osservazioni morfologiche sopra taluni organi della Lemna minor, Naples, Tip. Дура, 1856;
- Ricerche sulla natura del caprifico, del fico e sulla caprificazione, Naples, tip. Di Aquila/Puzziello, 1845
- Ricerche sulla natura degli Stomi, Неаполь, 1842
- Ricerche sulla natura della pietra jungja e sul fungo che vi soprannasce, Naples, Gerolomini, 1841
- Descrizione di un nuovo genere di piante della famiglia delle Leguminose, Naples, 1836